# Percevan
Percevan est une série de bande dessinée de fantasy humoristique créée par le scénariste Jean Léturgie et le dessinateur Philippe Luguy. 
Pré-publiée par les éditions Glénat dans le mensuel Gomme ! à partir de novembre 1981, elle a été publiée en album dès l'année suivante. Passée chez Dargaud en 1984, la série compte 17 volumes. Xavier Fauche a assisté Léturgie du 2e au 8e tome. En 2020, la série passe aux Editions du Tiroir, nouvelle structure éditoriale belge, pour le 16e tome. Une 18e aventure est en cours de préparation sous le titre Les Miroirs du ciel.
Les aventures se déroulent dans un monde médiéval où la magie tient son rôle. La série est plus mûre et plus sombre qu'on ne pourrait le penser au premier abord au vu du dessin tout en rondeur de Luguy.

## Personnages
- Percevan : chevalier qui possède en lui des traces de magie depuis que le sorcier Shaarlan est entré dans son corps.
- Kervin : troubadour, baladin et ami de Percevan, en permanence affamé.
- Guimly : petit animal de la race des simlusnanus.
- Balkis : magicienne qui abandonne la magie noire après sa rencontre avec Percevan.
- Altaïs : magicienne, sœur de Balkis.
- Shyloc'h : personnage repoussant, serviteur de Balkis.
- Sharlaan : sorcier.
- Mortepierre : baron qui ne désire que pouvoir et richesse.
- Polémic : serviteur de Mortepierre.
- Ciensinfus : sorcier maléfique.

## Albums
Les deux premières tomes ont été pré-publiées dans Gomme !
| #                       | Titre                            | Année          | Scénariste                                                                                       | Dessinateur                                                                                      | ISBN                    | Editeur            |
| ----------------------- | -------------------------------- | -------------- | ------------------------------------------------------------------------------------------------ | ------------------------------------------------------------------------------------------------ | ----------------------- | ------------------ |
| Cycle d'Ingaar          |                                  |                |                                                                                                  |                                                                                                  |                         |                    |
| 1                       | Les Trois Étoiles d’Ingaar       | 1982           | Jean Léturgie                                                                                    | Philippe Luguy                                                                                   | (ISBN 2 7234 0298 3)    | Glénat             |
| 2                       | Le Tombeau des glaces            | 1983           | Jean Léturgie, Xavier Fauche                                                                     | Philippe Luguy                                                                                   | (ISBN 2 7234 0392 0)    | Glénat             |
| Cycle de Ganaël         |                                  |                |                                                                                                  |                                                                                                  |                         |                    |
| 3                       | L’Épée de Ganaël                 | 1984           | Jean Léturgie, Xavier Fauche                                                                     | Philippe Luguy                                                                                   | (ISBN 2 7234 0442 0)    | Glénat             |
| Cycle d'Aslor           |                                  |                |                                                                                                  |                                                                                                  |                         |                    |
| 4                       | Le Pays d'Aslor                  | 1985           | Jean Léturgie, Xavier Fauche                                                                     | Philippe Luguy                                                                                   | (ISBN 2 2050 2827 8)    | Dargaud            |
| Cycle d'El Jerada       |                                  |                |                                                                                                  |                                                                                                  |                         |                    |
| 5                       | Le Sablier d'El Jerada           | 1986           | Jean Léturgie, Xavier Fauche                                                                     | Philippe Luguy                                                                                   | (ISBN 2 205 03159 7)    | Dargaud            |
| Cycle d'Ainock          |                                  |                |                                                                                                  |                                                                                                  |                         |                    |
| 6                       | Les Clefs de feu                 | 1988           | Jean Léturgie, Xavier Fauche                                                                     | Philippe Luguy                                                                                   | (ISBN 2 205 03457 X)    | Dargaud            |
| 7                       | Les Seigneurs de l'enfer         | 1992           | Jean Léturgie, Xavier Fauche                                                                     | Philippe Luguy                                                                                   | (ISBN 2 205 03728 5)    | Dargaud            |
| 8                       | La Table d'émeraude              | 1995           | Jean Léturgie, Xavier Fauche                                                                     | Philippe Luguy                                                                                   | (ISBN 2 205 04152 5)    | Dargaud            |
| Cycle d'Arcantane       |                                  |                |                                                                                                  |                                                                                                  |                         |                    |
| 9                       | L'Arcantane noire                | 1996           | Jean Léturgie                                                                                    | Philippe Luguy                                                                                   | (ISBN 2 205 04464 8)    | Dargaud            |
| Cycle d'Azis            |                                  |                |                                                                                                  |                                                                                                  |                         |                    |
| 10                      | Le Maître des étoiles            | 1998           | Jean Léturgie                                                                                    | Philippe Luguy                                                                                   | (ISBN 2 205 04548 2)    | Dargaud            |
| Cycle des sept sceaux   |                                  |                |                                                                                                  |                                                                                                  |                         |                    |
| 11                      | Les Sceaux de l'apocalypse       | 2001           | Jean Léturgie                                                                                    | Philippe Luguy                                                                                   | (ISBN 2 205 04765 5)    | Dargaud            |
| 12                      | Le Septième Sceau                | 2004           | Jean Léturgie                                                                                    | Philippe Luguy                                                                                   | (ISBN 2 205 05223 3)    | Dargaud            |
| Cycle Chine             |                                  |                |                                                                                                  |                                                                                                  |                         |                    |
| 13                      | Les Terres sans retour           | Juin 2010      | Jean Léturgie                                                                                    | Philippe Luguy                                                                                   | (ISBN 978-2205-05662-4) | Dargaud            |
| Cycle Eliandysse        |                                  |                |                                                                                                  |                                                                                                  |                         |                    |
| 14                      | Les Marches d'Eliandysse         | Septembre 2011 | Jean Léturgie                                                                                    | Philippe Luguy                                                                                   | (ISBN 978-2205-06113-0) | Dargaud            |
| Aventures indépendantes |                                  |                |                                                                                                  |                                                                                                  |                         |                    |
| 15                      | Le Huitième Royaume              | Août 2013      | Jean Léturgie                                                                                    | Philippe Luguy                                                                                   | (ISBN 978-2205068917)   | Dargaud            |
| 16                      | La Magicienne des eaux profondes | Juin 2020      | Jean Léturgie                                                                                    | Philippe Luguy                                                                                   | (ISBN 978-2931027059)   | Editions du Tiroir |
| 17                      | La Couronne du crépuscule        | Octobre 2021   | Jean Léturgie                                                                                    | Philippe Luguy                                                                                   | (ISBN 978-2931027400)   | Editions du Tiroir |
| 18                      | Les Miroirs du ciel              | A paraître     | Jean Léturgie                                                                                    | Philippe Luguy                                                                                   | NC                      | Editions du Tiroir |
| Hors collection         |                                  |                |                                                                                                  |                                                                                                  |                         |                    |
|                         | Les Ombres de Malicorne          | Novembre 2005  | regroupe les tomes #6 #7 #8 + cahier graphique de 8 pages                                        | regroupe les tomes #6 #7 #8 + cahier graphique de 8 pages                                        | (ISBN 978-2205057898)   | Dargaud            |
| 5 Luxe                  | Le Sablier d'El Jerada           | Novembre 2009  | édition N&B, grand format, du tome #5 + cahier graphique de 8 pages                              | édition N&B, grand format, du tome #5 + cahier graphique de 8 pages                              | (ISBN 978-2355740602)   | Akiléos            |
| 14 Luxe                 | Les Marches d'Eliandysse         | Octobre 2011   | édition N&B, grand format, du tome #14 + cahier graphique de 8 pages                             | édition N&B, grand format, du tome #14 + cahier graphique de 8 pages                             | (ISBN 978-2954023304)   | Halyotis Editions  |
| 16 Prévision            | Les Foudres de Balkis            | Aout 2017      | édition qui dévoile quelques pages du tome 16, avec dessins inédits et recherches de couvertures | édition qui dévoile quelques pages du tome 16, avec dessins inédits et recherches de couvertures | ISBN                    | Donovan Comics     |